# هيئة تطوير منطقة المدينة المنورة
تأسست هيئة تطوير منطقة المدينة المنورة بأمر ملكي عام 2009، وتضمن الأمر تخصيص ميزانية خاصة بها، وأن تكون برئاسة أمير منطقة المدينة المنورة، وعضوية وزيري المالية، والحج، وأمين منطقة المدينة المنورة. وتسعى الهيئة لجعل المدينة المنورة نموذجاً يحتذى به لتطوير المدن الإسلامية المعاصرة.

## الأهداف
1- توفير المسكن الملائم للسكان والحجاج والزوار في بيئة صحية آمنة تقدم فيها خدمات راقية.
2- رفع مستوى شبكة الطرق لتسهيل الحركة المرورية.
3- توفير بنية تحتية سليمة وكافية.
4- توفير مواقع مناسبة للخدمات والمرافق.
5- إنشاء مشاريع متميزة في شتى المجالات الدينية والأمنية والاجتماعية والثقافية والرياضية والترفيهية.
6- تقييم تخطيط المنطقة المركزية وتحديد مدى الحاجة إلى تطوير مواقع بديلة للحجاج والمعتمرين.
7- تطوير المناطق العشوائية وإعادة تأهيلها لتوفير بيئة سكنية ملائمة من خلال مشاركة الدولة والقطاع الخاص.
8- توفير وسائل حديثة للنقل العام للربط بين المناطق والمسجد النبوي الشريف وخدمة المواقع الحيوية والتاريخية.
9- تطوير المناطق التاريخية والمناطق المفتوحة والحدائق وربطها بشبكة من طرق المشاة الآمنة ووسائل نقل عام.

## المهام
1- إنهاء إجراءات نزع الملكية ودفع التعويضات للعقارات المنزوع ملكيتها ضمن مناطق التطوير.
2- تطبيق المخطط التطويري للمنطقة المركزية.
3- وضع خطط شاملة لتطوير المدينة المنورة لمدة لا تقل عن عشرين عاماً.
4-المسؤولية عن كافة شئون التطوير في المدينة المنورة.

## المشروعات
تتولى هيئة تطوير منطقة المدينة المنورة تنفيذ عدد من المشروعات، منها:
- واحة القرآن الكريم.
- مداخل وبوابات المدينة المنورة.
- مركز قباء الحضاري.
- التأهيل البيئي لوادي العقيق.
- النقل العام.[2]